# Cala Pere Grau
La cala Pere Grau és una petita platja urbana del municipi de Palamós (Baix Empordà), situada al costat de l'escullera exterior del Port de Palamós, prop del far de Palamós. Orientada al sud-oest, té una longitud de 15 metres i una amplada mitjana de 12 metres, formada per sorra gruixuda de color grisós. Des del 2022 està habilitada per a gossos.